# Quốc lộ 18
De Quốc lộ 18 (nationale weg 18) is een weg in Vietnam. De weg gaat door vier provincies. Dit zijn Hanoi, Bắc Ninh, Hải Dương en Quảng Ninh. De weg begint bij de kruising met de Quốc lộ 2, even ten oosten van Thạch Lỗi. De totale lengte van de nationale weg bedraagt 341 kilometer.
Het gedeelte tussen Nội Bài en Bắc Ninh, ook wel bekend als de snelweg Nội Bài - Bắc Ninh, is vierbaans aangelegd en heeft ongelijkvloerse kruisingen. De weg heeft in totaal 107 bruggen.
QL1 · QL1B · QL1K · QL2 · QL3 · QL4 · QL5 · QL6 · QL7A · QL7B · QL8A · QL8B · QL9A · QL9B · QL12 · QL12A · QL14 · QL14B · QL14C · QL14D · QL14E · QL15 · QL15 (Biên Hoà) · QL18 · QL20 · QL51 · QL55 · QL56